# Trigonia rugosa
Trigonia rugosa là một loài thực vật có hoa trong họ Trigoniaceae. Loài này được Benth. miêu tả khoa học đầu tiên năm 1844.